# Lejre
Lejre ou Leire é um município da Dinamarca, localizado na região oriental, no condado de Roskilde. O município tem uma área de 88 km² e uma  população de 8 724 habitantes, segundo o censo de 2005.